# سیارک ۲۴۵۲
سیارک ۲۴۵۲ (به انگلیسی: 2452 Lyot، نامگذاری:1981FE) دو هزار و چهارصد و پنجاه و دومین سیارک کشف شده‌است که در ۳۰ مارس ۱۹۸۱ کشف شد.
قدر مطلق سیارک برابر ۱۱٫۹۰ است.